# Prątki
Prątki (Mycobacterium) – drobnoustroje należące do rodziny Mycobacteriaceae, rząd Actinomycetales, klasa Schizomycetes.
Są to bakterie o tlenowym metabolizmie o kształcie pałeczkowatym (proste lub tylko nieznacznie zakrzywione) o średnicy 0,2 - 0,4 μm i długości 2 - 10 μm. Charakterystyczną cechą prątków jest specyficzna budowa ściany komórkowej, która nawet w ponad 60% zbudowana jest z lipidów. Dzięki temu ściana ma charakter hydrofobowy co sprawia, że jest ona nieprzepuszczalna dla stosowanych w wielu metodach barwienia anilinowych barwników zasadowych. Specyficzna budowa prątków daje im dużą kwasooporność oraz oporność na czynniki takie jak wysuszenie, niskie i wysokie pH, wysoką i niską temperaturę. W zaschniętej plwocinie prątki mogą przeżyć do trzech miesięcy. Wykazano obecność w ścianie komórkowej takich substancji o właściwościach antygenowych jak: lipoarabinomannan, peptydy muramylowe (np. adiuwant: dipeptyd muramylowy), sulfatydy, czynnik wiązkowy (cord factor) i wiele innych. Za podstawową cechę umożliwiająca osiągnięcie gospodarza jako niszy życiowej uważa się umiejętność prątków do przeżywania wewnątrzkomórkowego. Mikobakterie są zdolne do przeżywania wewnątrz fagolizosomów - struktur pierwotnie zaangażowanych w zabijanie patogenów.
Rodzaj Mycobacterium należy do Promieniowców. Różnice między rodzajami sprowadzają się nie tylko do właściwości chorobotwórczych czy fizjologicznych, ale także do różnic w budowie ściany komórkowej, która u wszystkich drobnoustrojów należących do Actinomycetes zapewnia mniejszą lub większą kwasoodporność.
Prątki są hodowane na opartym na jajach podłożu Löwensteina-Jensena, agarowej pożywce Middlebrooka oraz na pożywce Ogawy, przy czym podłoże LJ jest podłożem z wyboru.
Ze względów praktycznych prątki dzieli się na:
- prątek gruźlicy (Mycobacterium tuberculosis) - wywołujące gruźlicę
- prątek trądu (Mycobacterium leprae) - wywołujące trąd (chorobę Hansena)
- prątki inne niż gruźlicze (MOTT) - w tym Mycobacterium avium complex (MAC).